# Witness Lee
Witness Lee (en chino, 李常受; pinyin, Lǐ Chángshòu; 9 de junio de 1905-1997) fue un predicador cristiano de nacionalidad china asociado al Mover de las iglesias Locales y fundador de la editorial Living Stream Ministry. Nació en Chefoo, Provincia de Shandong, en China en 1905, en el seno de una familia cristiana bautista. Lee se convirtió en un cristiano en 1925 después de oír una predicación de Peace Dang Wang. Más tarde fue influenciado por el escritor cristiano Watchman Nee. Witness Lee trabajó junto a este último en Shanghái y más tarde, a fines de los años cuarenta, se mudó a Taiwán cuando los comunistas avanzaban en China. Durante los años cincuenta, Lee trabajó con T. Austin-Sparks, quien dictó conferencias junto a Lee en Taiwán en 1955 y 1957, aunque tenían diferencias en cuanto a la visión de la iglesia. En 1948, Lee extendió su ministerio desde Taiwán a ciudades en Malasia e Indonesia. En 1950 su ministerio llegó a Manila, a Japón en 1957, a los Estados Unidos en 1958, y continuó extendiéndose a otros países en América, Europa, Asia y en África, incluyendo Ghana en 1972. 
El ministerio de Witness Lee puso énfasis en la experiencia de la vida en Cristo y en los creyentes como el Cuerpo de Cristo. Estaba convencido de que los objetivos de Dios solo podían ser alcanzados en la medida en que los creyentes renunciaran a toda forma de sectarismo y adoptaran su posición como iglesia local, conservando la unidad del Cuerpo de Cristo. Durante el ministerio de Lee, comenzaron a establecerse iglesias locales en países del Este y del Sudeste de Asia. En la última década, se establecieron numerosas iglesias en Rusia y en países de Europa. Actualmente las iglesias Locales están presentes, además, en países de Medio Oriente, de África, del Sur de Asia y toda América.

## Biografía

### Sus inicios
En China (1922 - 1948)
Witness Lee nació en una familia cristiana en 1905 en el Norte de China. A la edad de 17 años experimentó el nuevo nacimiento e inmediatamente consagró su vida a predicar el evangelio. En los inicios de su ministerio conoció a Watchman Nee, un influyente predicador, maestro y escritor cristiano. Desde entonces Witness Lee trabajó bajo la dirección de Nee. En 1934 Witness Lee quedó a cargo del ministerio de publicaciones de Nee llamado "Shanghai Gospel Bookroom".
El año 1934 Witness Lee viajó por China, predicando el evangelio, ministrando la palabra a los creyentes y estableciendo iglesias locales. En la provincia de Chekiang, se establecieron numerosas iglesias como resultado de su trabajo. Desde finales de 1935 al verano de 1937, Witness Lee fundó iglesias en Pekín y Tientsin, posteriormente viajó a las provincias de Suiyuan, Shanghái y Shensi donde continuó predicando el evangelio, edificando a los creyentes y estableciendo iglesias locales.
A comienzos de enero de 1943 hubo un avivamiento en la iglesia de Chefoo durante el cual numerosos creyentes consagraron sus vidas a Jesucristo y luego viajaron a lugares remotos del Sur de China para extender el evangelio. Al final de ese período, en mayo de 1943, Witness Lee fue arrestado por el ejército japonés y hecho prisionero durante un mes."
En Taiwán (1949 - 1962)
El año 1949 Watchman Nee y otros compañeros enviaron a Witness Lee a Taiwán. Allí Witness Lee continuó la labor de publicación iniciada China con el nombre de Taiwan Gospel Bookroom. Durante los años siguientes el número de creyentes de las iglesias locales de Taiwán continuó creciendo.

### Sus últimos años
En Estados Unidos (1962 - 1997)
El año 1962 Witness Lee se mudó a Estados Unidos. Vivió algunos años en Los Ángeles y se estableció en Anaheim, California donde fundó una corporación sin fines de lucro denominada Living Stream Ministry, cuya finalidad principal es producir publicaciones cristianas. Durante sus 35 años de servicio en Estados Unidos, Lee impartió varios miles de mensajes por medio de conferencias y transmisiones de radio y televisión.
Witness Lee dictó su última conferencia en febrero de 1997 a la edad de 91 años. Lee falleció en junio de 1997 en el Sur de California.

## Ministerio y enseñanzas

### El terreno de la Iglesia
Witness Lee creía que uno de los principales aspectos que Dios le llamó a restaurar, junto a Watchman Nee, fue el camino para que los creyentes en Cristo permanecieran en unidad. Witness Lee enseñó dos aspectos de la iglesia del Señor: la iglesia local y la iglesia universal. De acuerdo a esta enseñanza las iglesias locales debían ser la expresión del Cuerpo de Cristo en una localidad o territorio específico. Según Lee, el aspecto universal de la iglesia había sido presentado por el Señor Jesucristo en Mateo 16; y por los apóstoles en el libro de los Hechos y en las epístolas (1 Corintios 12:3), mientras que el aspecto local de cada iglesia había sido presentado por el Señor Jesucristo en Mateo 18, y por los apóstoles en Hechos (8:1; 13:1; 14:23) , las epístolas (Romanos 16:1; 1 Corintios 1:2; Gálatas 1:2), y en el Apocalipsis (1:14).
Lee enseñó que la expresión de esta unidad comenzaba con la práctica de los creyentes de reunirse como iglesia en una ciudad específica (por ejemplo, las epístolas de los apóstoles iban dirigidas a la iglesia en Éfeso, a la iglesia en Corinto, a la iglesia en Tesalónica, etc.) teniendo un único Presbiterio en cada ciudad, formado por varios ancianos (o presbíteros) (Tito 1:5, Hechos 14:32) y aceptando a todos los creyentes en Cristo como miembros de la iglesia en cada ciudad sin distinciones raciales, culturales, sociales, doctrinales o de otro tipo, mientras se mantuvieran en la fe.  Nee llamó a esta práctica reunirse en el terreno de la unidad.  Lee continuó con esta enseñanza después de que Nee lo enviara fuera de China. Según ésta, los creyentes pueden declarar: "nosotros somos la iglesia" entendiendo que "nosotros" es inclusivo y no exclusivo respecto a otros creyentes, de manera que la pertenencia a denominaciones como los bautistas, los metodistas o los católicos es una forma de división contraria a la unidad del Cuerpo de Cristo.

### El recobro del Señor
El término "recobro del Señor" se refiere a la creencia de Lee y otros de que Dios se está moviendo para restaurar verdades, experiencias y prácticas que se han perdido, que han sido mal enseñadas, mal comprendidas o mal aplicadas. Produjo, junto a varios colaboradores y apoyándose en las más reconocidas versiones anteriores la Versión Recobro de la Biblia (Recovery Version of the Bible) que incluye notas al pie de página, encabezados, mapas y referencias paralelas. También enseñó la importancia de testificar en las reuniones de la iglesia, tanto en los grupos pequeños reunidos en los hogares de los creyentes como en las grandes reuniones. De acuerdo a Witness Lee, los orígenes del recobro del Señor se remontan a Martín Lutero y los reformadores Madame Guyon, el Conde Zinzendorf, John Nelson Darby, la Hermanos de Plymouth y Watchman Nee.

### La economía de Dios
Uno de los principales temas abordados por Witness Lee fue la economía de Dios. Lee enseñaba que, dado que Dios tiene un propósito, necesita tener una economía. La palabra "economía" proviene de la palabra griega "oikonomia" que es usada en varios pasajes del Nuevo Testamento y es traducida en algunas versiones como "dispensación" o "administración". La palabra griega "oikonomia" se compone de dos vocablos griegos "óikos" que significa casa o familia y "nómos" que significa ley. Según Lee, una economía es por tanto una ley doméstica, una administración de tipo familiar. Muchos cristianos no están familiarizados con el concepto Economía de Dios, sin embargo para Lee el propósito de Dios, la manera en que lo lleva a cabo y la meta del mismo es el tema de la Biblia, es el contenido del significado de la vida humana, y aquello que está en el deseo del corazón de Dios.
Lee definió la economía de Dios como la "ley doméstica" de Dios para impartirse a sí mismo a su pueblo elegido y redimido para lograr la expresión corporativa de sí mismo por medio de la edificación de la Iglesia, la que será consumada como la Nueva Jerusalén por la eternidad. Lee pensaba que "Babilonia la grande, la madre de las rameras" era una representación de la Iglesia católica y que sus "hijas rameras", eran una representación de las denominaciones protestantes, aunque no de los creyentes en sí sino del sistema. Predicó que el sistema religioso de la Cristiandad, incluyendo el catolicismo y las denominaciones protestantes, era contrario a la economía de Dios y no pueden llevarla a cabo, pero que aquellos vencedores que se mantuvieran fieles a la verdad a través de la era de la iglesia obtendrían su galardón durante el reino milenial., y que todos los creyentes constituirían finalmente la Nueva Jerusalén, la gloriosa Novia de Cristo en los cielos nuevos y la tierra nueva.

### La Nueva Manera
En un intento por extender y lograr el crecimiento de las Iglesias, a partir de 1984 Witness Lee dedicó su vida a defender y establecer un "nuevo camino", en respuesta a la degradación y envejecimiento que se había ido notando El nuevo camino consistía en 4 pilares fundamentales:
1. Establecer reuniones en los hogares de acuerdo al patrón bíblico (Hechos 2:46)[18]
2. Proclamar la Palabra desde la experiencia de Cristo como el evangelio (2 Timoteo 4:2,5)[19]
3. Madurar en la vida cristiana, experimentando a Cristo de forma diaria, ministrar a Cristo como vida (1 Pedro 2:2 , 2 Corintios 3:3)[20][21]
4. Perfeccionar a los santos para su apropiada función dentro de la iglesia por medio de la práctica de la vida de iglesia en los hogares (1 Corintios 14:1,26,31; Romanos 12:6)[22]

Para Lee mantener la unidad era de suma importancia para la iglesia, según la enseñanza de los apóstoles (Hechos 2:42), la misma dieta espiritual (1 Corintios 10:4) y un único ministerio (2 Corintios 4:1).  Aunque se debía recibir a todos los creyentes de acuerdo a Dios y no a doctrinas o prácticas (Romanos 14:3), aquellos que causaran algún tipo de división debían ser rechazados aunque no excluidos completa y terminantemente de la ccomunión (Tito 3:10).
A mediados de los ochenta, cuatro ancianos que habían estado con Witness Lee durante años señalaron que las iglesias ya no practicaban la unidad bíblica y renunciaron como ancianos y colaboradores. Lee respondió calificándolos como "una rebelión en fermentación" que necesitaba ser puesta en "cuarentena" en términos similares a los términos de excomunión temporal tomados de Levítico 13:4, y Números 12:14 ("sea echada fuera del campamento" hasta que se limpie) . A pesar de estas y otras dificultades el trabajo de Witness Lee sobre el nuevo camino se continúa extendiendo y levantando iglesias alrededor del mundo.

## Relación con el cristianismo
Witness Lee predicó que el apóstol Pablo se había referido a Tito como su "verdadero hijo en la común fe" (Tito 1:4), por ello reprodujo que "la fe es común a todos los creyentes". Según Lee, Judas por su parte exhortó a los creyentes a contender ardientemente por esta fe: "Amados, por la gran solicitud que tenía de escribiros acerca de nuestra común salvación, me ha sido necesario escribiros exhortándoos que contendáis ardientemente por la fe que ha sido una vez dada a los santos" (Judas 1:3). Witness Lee señaló que esta no es una fe subjetiva sino objetiva, refiriéndose al núcleo fundamental de lo que creía, la base y el centro de los elementos contenidos en el Nuevo Testamento (Hechos 6:7; 1 Timoteo 1:19, 3:9, 4:1, 5:8, 6:10, 21; 2 Timoteo 3:8, 4:7; Tito 1:13), como la fe en la cual se cree para la común salvación y que había sido entregada una vez para todos los santos., aunque la fe también es subjetiva en otros pasajes del registro bíblico.

Aunque Lee veía a las iglesias locales sosteniendo la única fe común, sus principales enseñanzas ubicaban en términos menos amistosos a muchos de sus hermanos. Lee mantuvo distancia con respecto a organizaciones de iglesias cristianas tradicionales. En una carta abierta a los seguidores de Witness Lee, 70 prominentes ministros y maestros cristianos de siete naciones, les pidieron que cesaran de hacer afirmaciones que, desde el punto de vista de ellos, distanciaban las iglesias locales de otras iglesias cristianas. En febrero de 2007, la sección editorial del ministerio Living Stream Ministry respondió esa carta con un comunicado titulado "Una breve respuesta a Una carta abierta al liderazgo de Living Stream Ministry y las Iglesias Locales'" Los autores de la carta abierta objetaban la posición de Lee y las iglesias locales respecto a que 
"el Señor no está edificando su iglesia en la religiosidad, la cual está constituida por la Iglesia Católica Romana apóstata y las denominaciones protestantes""
Lee creía que cualquier iglesia que no estuviera fundamentada sobre el principio fundamental de "una iglesia por ciudad" ("el terreno de la unidad") se alejaba del principio y la base bíblica apropiados para el establecimiento de las iglesias. Enseñaba que la iglesia se ha desviado de la palabra del Señor y se ha vuelto herética en términos de abandonar la unidad práctica del Cuerpo de Cristo. La llamada iglesia reformada, aunque restauró la palabra del Señor hasta cierto punto, ha negado el nombre del Señor al ponerse un nombre a sí misma, tomando muchos otros nombres como Luteranos, Wesleyanos, Anglicanos, Presbiterianos, Bautistas, etc. Desviarse de la palabra del Señor es apostasía, y denominar la iglesia tomando cualquier nombre diferente al del Señor es fornicación espiritual".

Algunos opositores consideran que Lee, aunque éste se consideraba parte de la restauración de las verdades, experiencia y prácticas cristianas a lo largo de la extensa línea de cristianos, el resultado fue ser separado de los mismos, y que es algo que otros no han aceptado de esa manera: 
"me temo que muchos de nosotros aún está bajo la influencia negativa de la religiosidad, (refiriéndose a la tradición incorporada desde el mundo, que se apartaba de la palabra pura de la Biblia). Todos debemos darnos cuenta que hoy en día el Señor está avanzando y avanzando hacia la completa restauración y trayéndonos completamente fuera de la Cristiandad" (entendida ésta no como los hermanos genuinos, nacidos de nuevo, sino como el sistema que incorpora la filosofía humana y la cultura del mundo).
 y 
"la organización de denominaciones en las cuales están no son de Dios. Las organizaciones denominacionales han sido utilizadas por Satanás para establecer su sistema satánico, para destruir la economía de Dios para la correcta vida de iglesia." 
 Estas y otras afirmaciones similares constituyeron en la práctica una línea divisora entre las iglesias locales y el resto de las instituciones cristianas y que fue causa de muchos malentendidos y animosidad, lo que se encuentra en un proceso de resolución desde hace un tiempo, cuando se invitó a un grupo de líderes importantes y reconocidos a revisar toda la literatura usada por las iglesias locales.
Lee no se preocupaba de tener reconocimiento propio. Escribió: 
"no nos preocupa el Cristianismo, no nos preocupa la iglesia Católica Romana, y no nos preocupan las denominaciones, porque la Biblia dice que la gran Babilonia está cayendo. Esta es una declaración. El Cristianismo está cayendo, el Catolicismo está cayendo, las denominaciones están cayendo ¡Aleluya!"
Creyendo que el cristianismo estaba perdidamente corrupto, por causa de la mezcla heredada, Lee siguió una teología bíblica separada de la tradición (en la línea de Watchman Nee y muchos otros anteriormente) que enfatiza un profundo encuentro con Dios, personal y continuo, un compromiso práctico y diario con todo el Cuerpo de Cristo permaneciendo en una iglesia local, entendida como el total de creyentes residentes en la misma área urbana del creyente, ya fuera que los demás hermanas lo vieran así o no, también una relación fresca, activa y dinámica con la palabra de Dios, tomando la palabra como algo más que información ética o religiosa, como "espíritu y vida", por ello las oraciones al leer las Escrituras. Un hecho importante de la visión y actividad de Witness Lee fue establecer y diferenciar entre rechazar al sistema religioso tradicional, lleno de "levadura" y por ende mezclado con elementos ajenos a la iglesia, con la convicción de que los cristianos son hijos de Dios genuinos solo al creer en Dios y nacer de nuevo, no por estar de acuerdo con él. Rechazaba de plano, al igual que Watchman Nee, que la pertenencia al recobro del Señor no determinaba en absoluto quiénes son salvos y quiénes han sido comprados por la sangre del Cordero. Esto, según afirmación de muchos en las iglesias locales, ha sido fuente frecuente de desinformación.
A pesar de las controvertidas y a menudo poco comprendidas afirmaciones de Witness Lee, no todos los cristianos consideran que sus enseñanzas son una desviación de la fe cristiana ortodoxa. Particularmente en los últimos años, numerosos escritos han sido publicados por líderes cristianos en apoyo a Witness Lee, basados en estudios exhaustivos de sus enseñanzas desde una posición informada y desprejuiciada.
En enero del 2006, el Seminario Teológico Fuller publicó una declaración de dos páginas afirmando que habían "encontrado una gran discrepancia entre las percepciones que se habían generado en ciertos círculos respecto a las enseñanzas de Watchman Nee y Witness Lee y las verdaderas enseñanzas encontradas en sus escritos. Particularmente las enseñanzas de Witness Lee han sido extremadamente tergiversadas y, por consiguiente, frecuentemente mal entendidas por la comunidad cristiana en general, por varios motivos, entre ellos la manera inusual de trasmitir dichas verdades, especialmente entre aquellos que se clasifican a sí mismos como evangélicos. Sistemáticamente descubrimos que luego de un examen imparcial a la luz de las escrituras y de la historia de la iglesia, las enseñanzas reales cuestionadas tenían un importante respaldo bíblico e histórico", lo que ha sido recibido con gran beneplácito por los muchísimos creyentes que han sido ayudados, enseñados, guiados y edificados por el ministerio de Witness Lee.
En febrero del 2007, la prestigiosa y veterana escritora y apologista cristiana Gretchen Passantino, que previamente había criticado las enseñanzas de Witness Lee, publicó un artículo aludiendo a las doctrinas de Witness Lee en su ortodoxia. Passantino comentó que "el 'Answers in Action y el Christian Research Institute' afirma que las doctrinas esenciales de Watchman Nee, Witness Lee, las Iglesias Locales y Living Stream Ministry son completamente ortodoxas (correctas en términos bíblicos y completamente coherentes con el contenido y el énfasis apostólico)"
Por su parte Hank Hanegraaff del ministerio "Bible Answer Man" comentó que Gretchen Passantino y su esposo Bon hicieron una evaluación inicial del movimiento de las iglesias locales a mediados de los años setenta. Por razones esbozadas en este documento, dicha evaluación fue incompleta y por lo tanto deficiente, lo que dañó mucho el aprecio de los cristianos evangélicos. Desafortunadamente se había convertido en la base de la mayoría de las críticas levantadas en contra del trabajo de Watchman Nee y Witness Lee a nivel mundial" (a partir de ese momento). Después de revisar las enseñanzas y prácticas de Witness Lee y las iglesias locales, Hank Hanegraaff comentó con gran franqueza: "aunque personalmente tengo profundas diferencias con el movimiento cuando se tratan asuntos secundarios, como el momento de la tribulación o el significado del milenio, estoy hombro con hombro con las iglesias locales cuando se tratan los puntos esenciales que definen la ortodoxia bíblica.